# Конор Макгрегор
Конор Антони Макгрегор (енгл. Conor Anthony McGregor; Даблин, 14. јул 1988) ирски је ММА борац.